# Svante Thuresson

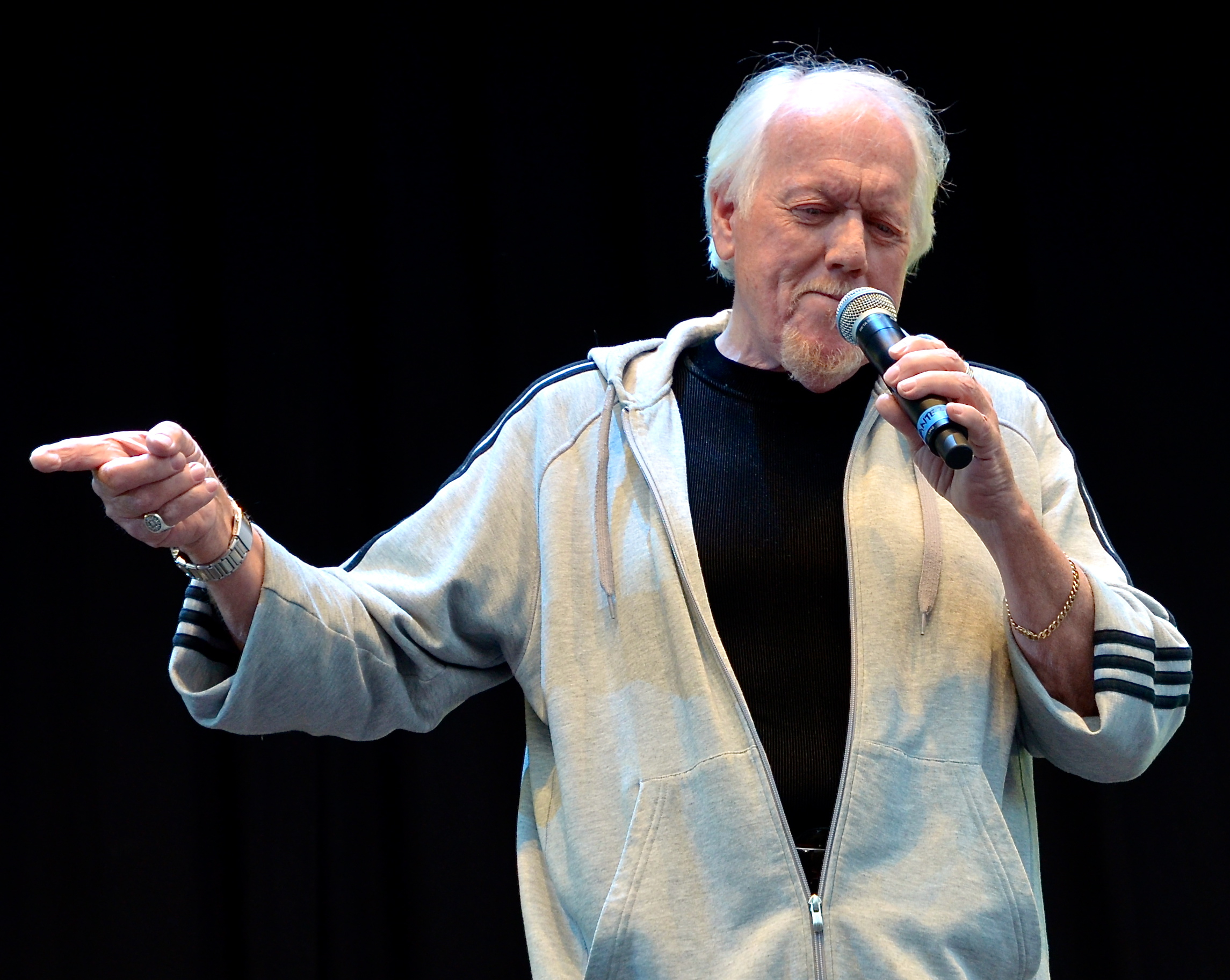
Svante Thuresson på Stockholms kulturfestival 2012.

Karl Gunnar Svante Thuresson, född 7 februari 1937 i S:t Johannes församling i Stockholm, död 10 maj 2021, var en svensk jazzsångare. Han inledde sin karriär på 1960-talet. Han medverkade i flera melodifestivaler och 1966 även i Eurovision Song Contest.

## Biografi
Svante Thuresson växte upp i Vasastaden och började sin musikerbana som trumslagare. 1963 blev han medlem i sångsextetten Gals and Pals vilket resulterade i TV- och revyframträdanden i bland annat AB Svenska Ords produktioner och i Povel Ramels Knäppupp-revyer. Han har medverkat i flera melodifestivaler, bland annat representerade han och Lill Lindfors Sverige i Eurovision Song Contest 1966 med låten "Nygammal vals" och slutade på andra plats. Svante Thuresson hade även flera låtar på Svensktoppen under slutet av 1960-talet samtidigt som han parallellt spelade in material av mer "seriös" karaktär inom soul- och jazzfacket.
Under 1970-talet ville han medvetet komma bort från rollen som svensktoppsartist och började en konstnärlig nydaning vilket resulterade i färre skivor och mer spridda åtaganden. 1970 hade Svante Thuresson och Lill Lindfors stora framgångar med sin krogshow "Albin & Greta" på Berns salonger i Stockholm. I den showen blev låten "Axel Öhman" oerhört populär. Låten är en snäll parodi på svenska sjömanslåtar. Thuresson var också producent och producerade bland annat Cornelis Vreeswijks Narrgnistor 2 från 1978. Under senare hälften av 1980-talet turnerade han i olika jazzkvartettskonstellationer. I början av 1990-talet återvände han till den populärmusikaliska scenen och hade därefter en grundmurad särställning inom den svenska musiken.[källa behövs]
Bland Thuressons kända låtar märks "Du ser en man", "Noaks ark", "Leva mitt liv", "Ivar", "Jag är hip!", "Här kommer natten" (cover på Pugh Rogefeldts låt; duett med Viktoria Tolstoy) och "En människa du gärna vill älska". Han har även tolkat både Bellman och ett flertal låtar från internationella jazz- och soulartister.
År 2002 släppte han plattan Nya kickar med eget material. I Melodifestivalen 2007 deltog Thuresson med låten "Första gången" som han sjöng tillsammans med Anne-Lie Rydé (låten hamnade på en sjätteplats i den andra delfinalen i Göteborg). Kort därefter släpptes skivan Duetter där han bjudit in skilda duettpartners som Dregen, Lisa Nilsson, Sofia Karlsson med flera. Under 2011 släpptes temaalbumen Regionala nyheter: Stockholmsdelen och En cool jul. År 2017 turnerade Thuresson med föreställningen "Svante möter Beppe Wolgers" och rosades av kritikerna.[källa behövs] Under 2019 gjorde Thuresson en efterlängtad fortsättning.
I Pernilla Anderssons officiella musikvideo till låten "Johnny Cash & Nina P" syns Thuresson agera som hotellreceptionist.
Sista åren levde han ensam efter att hans fru gått bort. Han efterlämnar två barn och barnbarn.
Thuresson var aktiv som musiker fram till 2020 och gick bort efter en längre tids sjukdom den 10 maj 2021.

## Priser och utmärkelser
- 1969 – Grammis som årets populärsångare för Du ser en man[7]
- 1992 – Spelmannen
- 2008 – Monica Zetterlund-stipendiet
- 2012 – Thore Ehrling-stipendiet[8]
- 2017 – Cornelis Vreeswijk-stipendiet[9]

## Diskografi
Vid sidan av sin solokarriär medverkade Svante Thuresson 1963 till 1967 i sånggruppen Gals and Pals. Han har också medverkat på samlingsskivan Blåränderna går aldrig ur.

### Inspelningar på LP och CD
- 1967 – Doktor Dolittle (musikal med Siw Malmkvist, Per Myrberg och Fred Åkerström)
- 1968 – Du ser en man
- 1969 – Nyanser
- 1970 – Noaks ark (Samling)
- 1970 – Albin och Greta (krogshow med Lill Lindfors)
- 1972 – Danspartaj 1 (Svante Thuressons orkester)
- 1975 – Den första valsen
- 1978 – Discohits
- 1979 – Den är till dej
- 1982 – Just in Time (med Hector Bingert)
- 1986 – Pelle Svanslös (ur musikalen med samma namn)
- 1993 – Live
- 1993 – En salig man
- 1994 – Med själ och hjärta (samling)
- 1995 – Jag är hip, baby: Svante Thuresson sjunger Beppe Wolgers
- 1998 – Vi som älskar och slåss
- 2000 – Guldkorn (samling)
- 2002 – Live in Stockholm (med Katrine Madsen och Claes Crona Trio)
- 2002 – Nya kickar
- 2004 – Svante Thuressons bästa
- 2005 – Box of Pearls (med Katrine Madsen)
- 2007 – Duetter (Svante Thuresson och vänner)
- 2011 – Regionala nyheter: Stockholmsdelen
- 2011 – En cool jul
- 2014 – Jazz Vocal Unit (Svante Thuresson, Viktoria Tolstoy, Peter Asplund, Vivian Buczek), Crown Jewels CJCD-14-08
- 2019 – Four	(Svante Thuresson, Claes Crona Trio), Crown Jewels

### Singlar och EP-skivor på Metronome 1966–1973
- 1966 – Nygammal vals (med Ulla Hallin) – Hej systrar, hej bröder
- 1966 – Jag har nära nog nästan allt – Mulliga Maj (Promo?)
- 1966 – Hej systrar, hej bröder – Nygammal vals (med Ulla Hallin) – Mulliga Maj – Jag har nära nog nästan allt
- 1967 – Fem minuter till – Nära mej
- 1967 – Den sista valsen – Vintervalsen
- 1968 – Du vet så väl (att jag behöver dej) – Från och med nu
- 1968 – Min Rockefeller – Var finns det ord (med Siw Malmkvist)
- 1968 – Du är en vårvind i april – Det känns skönt – det känns bra
- 1968 – Baby, I need your lovin' – Just one word from you
- 1968 – Leva mitt liv – Du ser en man
- 1968 – Jag vill ha all din kärlek – Maria Marlene
- 1969 – Under sol, under hav – Simma (Promo)
- 1969 – Vackraste paret i världen – Jag är kvinna, du är man (med Siw Malmkvist)
- 1969 – Sommarflicka – Under sol, över hav
- 1969 – Jag tror att jag är kär i dej, Maria – Det svänger om det mesta
- 1970 – Nyanser – Kärlekens fjäril (Promo?)
- 1970 – Noaks ark – Vill hellre ha en sommar
- 1970 – Håll mig nära – Ingen gör någonting
- 1970 – När jag putsar fönster – Det svänger så skönt om barockens musik
- 1971 – En sommardag – Vem kan svara på min fråga (Promo)
- 1971 – Soldater som vill va' hjältar – Jag ska vara hos dej i kväll
- 1973 – Vår egen gata (ur Bröderna Malm) – Dröm ur dina drömmars glas

## Filmografi (urval)
- 1953 – Marianne
- 1961 – Åsa-Nisse bland grevar och baroner
- 1981–1982 – Svenska Sesam (TV-serie)
- 1982 – Klippet
- 1986 – Bambi (röst i nydubbning som övriga djur)
- 1992 – Fern Gully – Den sista regnskogen (röst som Hexxus)
- 1993–1995 – De vilda djurens flykt (röst i tecknad TV-serie som Grävling)
- 1994 – Lejonkungen (röst som Rafiki)
- 1998 – Lejonkungen II – Simbas skatt (röst som Rafiki)
- 2004 – Lejonkungen III – Hakuna Matata (röst som Rafiki)
- 2005 – Robotar (röst som Bigweld)
- 2019 – Lejonkungen (röst som Rafiki)

## Teater

### Roller (urval)
| År   | Roll        | Produktion                                                       | Regi           | Teater       |
| ---- | ----------- | ---------------------------------------------------------------- | -------------- | ------------ |
| 1974 | Medverkande | Paviljongen, revy Carl Zetterström                               | Hans Bergström | Scalateatern |
| 2008 | Medverkande | En strut karameller – En hyllningsföreställning till Povel Ramel | Lotta Ramel    | Vasateatern  |